# 贝蒂生物多样性博物馆
贝蒂生物多样性博物馆（英語：The Beaty Biodiversity Museum），是一座自然史博物馆，位于加拿大不列颠哥伦比亚省温哥华市不列颠哥伦比亚大学校园内，占地1900平方米，2010年10月16日向公众开放，每年接待游客约3万人。
贝蒂生物多样性博物馆收藏有200余万种标本，这些标本的制作年代跨越1910年代至现在。博物馆展厅包括考文四足动物标本馆、海洋无脊椎动物标本馆、化石标本馆、斯宾塞昆虫标本馆、鱼类动物标本馆、植物标本馆。博物馆尤其注重收藏不列颠哥伦比亚省、育空地区、太平洋海岸特有物种的标本。博物馆最著名的陈列是一具雌性蓝鲸骨架，高达25米，以凌空悬吊方式展示。
博物馆举办的活动包括面向儿童、游客、贝蒂生物多样性中心相关实验室的故事会和科学讨论会、生物多样性公众报告会、播放电影纪录片。

## 位置和参观
贝蒂生物多样性博物馆和贝蒂生物多样性研究中心位于英属哥伦比亚大学校园内，直接与贝蒂生物多样性博物馆毗邻的是英属哥伦比亚大学渔业中心，渔业中心非常显眼得在天井中陈列着一具小鬚鯨骨架、一具虎鲸骨架、两具北海狮骨架。
在学校开学期间，贝蒂生物多样性博物馆在星期四到星期日开放，开放时间为早上10点至下午5点。公众凭博物馆会员证和门票入内参观。英属哥伦比亚大学师生和有学校教师工作证的教师免费参观。英属哥伦比亚大学另外还提供园博参观通票，持通票可以参观贝蒂生物多样性博物馆、不列颠哥伦比亚大学人类学博物馆、不列颠哥伦比亚大学植物园、渡戶紀念花園。贝蒂生物多样性博物馆每年接待游客约3万人。
贝蒂生物多样性博物馆 95% 的空间都向公众开放，但还是有一定数量的藏品保存在密封的橱柜里，以免标本退化。

## 设施
贝蒂生物多样性中心与博物馆为一四层楼，面积 11,520 平方米。该楼由帕特考建筑事务所于2009年设计，为2006年建的水生生态系统实验室的院落的最后一部分。楼造价5000万美元，设计体现了可持续性的思想，有一个绿化屋顶，以减少污染物和改善排水。该楼除了部分实验室之外没有空调系统，通过自然通风和楼外的遮阳天棚调节温度。该楼有优化的自然采光设计，减少用电量，并有助于保护一些对光敏感的标本。该楼有多处回收中心，并有把有机废弃物转化成堆肥的装置。
贝蒂生物多样性博物馆包括一个放映厅和2000平方米的标本收藏展厅和展览空间。进入博物馆，首先要穿过加瓦德‧马瓦法吉安厅（Djavad Mowafaghian Atrium），该厅是个两层楼高的玻璃走廊，里面除了有礼品店和咖啡馆，还有博物馆的震馆之宝：加拿大最大的蓝鲸骨架。游客透过玻璃观看蓝鲸骨架。蓝鲸骨架以凌空悬吊方式展出。蓝鲸展区设置有“亲子区”，并提供给青少年的阅读材料，还设置有发现实验室，提供教学用品。博物馆的标本藏品，绝大多数都置于玻璃橱柜里或陈列框里展示，还有一些置于“发掘坑”里，上面覆有玻璃，游客可以走在上面参观。

## 历史
贝蒂生物多样性博物馆收藏的标本要早于博物馆的修建，有些标本是20世纪早期制作的，但是，这些作品都分散在不列颠哥伦比亚大学各处。修建一座博物馆，把这些标本集中在一起，这个想法是2001年提出的，当时设想“为促进生物多样性领域的交叉学科研究，可专门修建一座楼，把不列颠哥伦比亚大学的生物多样性方面的学者和样品集中在这座楼里，楼里设一自然史博物馆，并向公众开放。”
博物馆以罗丝·贝蒂和特丽莎·贝蒂的姓命名，她们是不列颠哥伦比亚大学校友，捐资800万加元修建该博物馆。生物多样性中心还得到不列顛哥倫比亞省知識發展基金和加拿大創新基金會各1650万美元资助、加瓦德‧马瓦法吉安基金会300万美元资助、大学拨款600万美元资助。
博物馆的展览设计和布置由本地一家科学传播公司“Talk Science to Me”历时9个月完成。
博物馆于2010年5月13日举行开幕式，不列颠哥伦比亚省省长戈登·坎贝尔宣布博物馆正式开放，并发表讲话，“我们投资的前沿实验室和设备，是这些富有才华的科学家的工具，他们用这些工具探索物种如何出现，研究我们如何保护濒危物种”不列颠哥伦比亚大学校长杜思齊讲话指出，“这里是共享的科研空间，……，是面向公众开放的图书馆，将对我们理解复杂的和 互相联系的世界产生巨大的影响”。罗丝·贝蒂和加拿大创新基金会时任主席也出席了开幕式。
2010年5月22日，博物馆举办“蓝鲸先睹为快活动”。2010年9月，在博物馆天井举办了主要面向儿童的不列颠哥伦比亚省科学节活动，并为加拿大儿童图书中心募捐。2010年10月16日，博物馆首次整体向公众开放.。

## 藏品
贝蒂生物多样性博物馆收藏有各种标本200余万种，部分标本的制作年代可追溯至1910年代。标本分在6个主要的展厅展出：考文四足动物标本馆、海洋无脊椎动物标本馆、化石标本馆、斯宾塞昆虫标本馆、鱼类动物标本馆、植物标本馆，还有500个永久展览。每一个标本都配有说明卡片，简要介绍物种的细节和产地等信息。另外，博物馆的墙上还布满微生物的放大图。

### 蓝鲸展

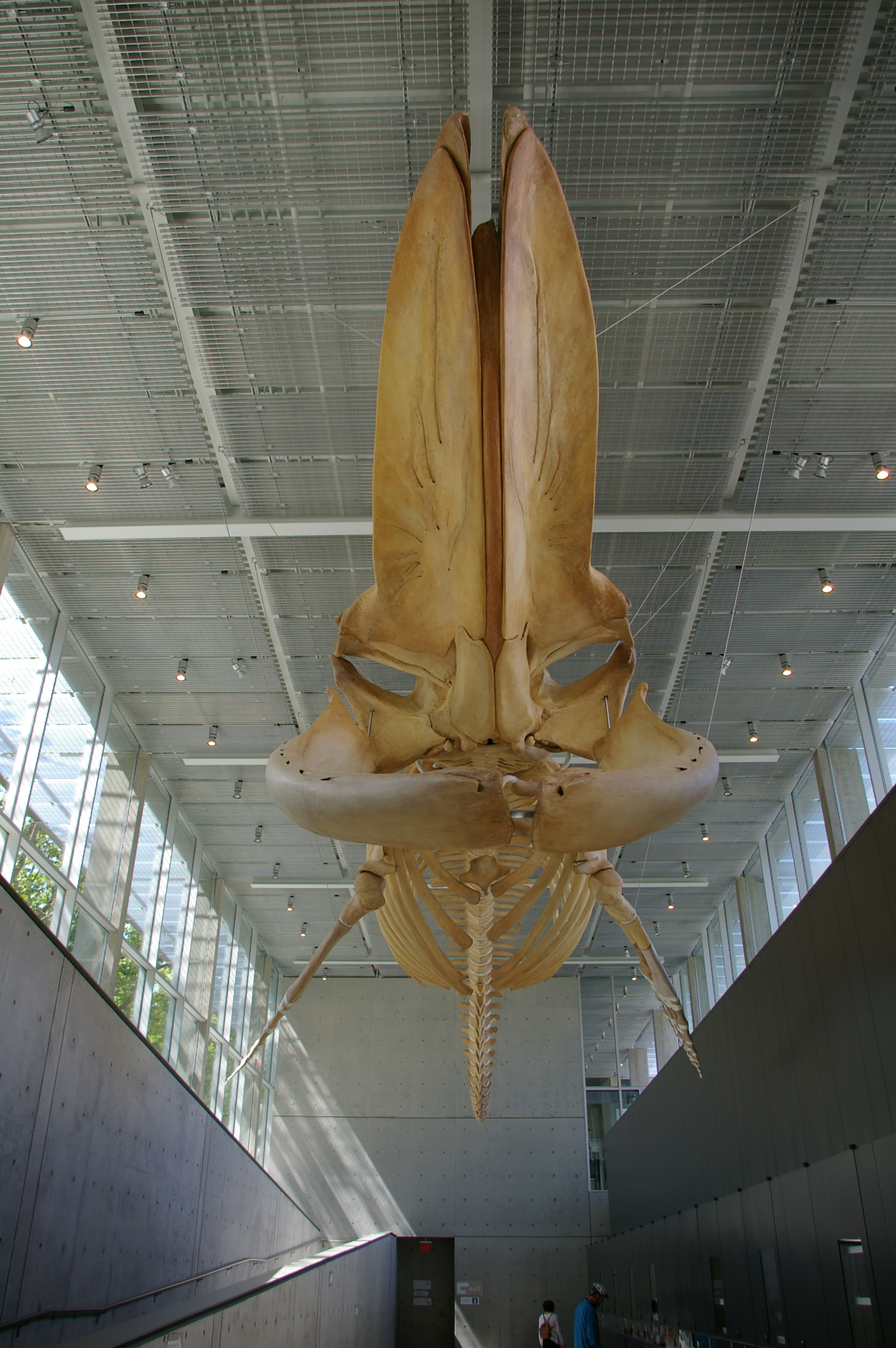
贝蒂生物多样性博物馆展览的蓝鲸骨架

贝蒂生物多样性博物馆的镇馆之宝是一具25米长的雌性蓝鲸骨架，陈列在博物馆的玻璃天井里，是加拿大最大的蓝鲸骨架，是世界上无支撑物悬吊的最大的骨架，是世界上21具公开展览的蓝鲸骨架之一。大约与贝蒂生物多样性博物馆展览蓝鲸骨架同时，位于渥太华的加拿大自然博物馆开始展出一具幼年蓝鲸骨骼。
这头蓝鲸1987年搁浅在爱德华王子岛沙滩上，并埋葬在爱德华王子岛蒂格尼什村。2007年，爱德华王子岛政府和自然博物馆决定允许不列颠哥伦比亚大学把该鲸挖掘出来，并运往尚未完工的贝蒂生物多样性博物馆，以备将来展览。发掘工作于2008年5月开始。发掘出来的骨头通过铁路运往维多利亚市。在那里，骨头进行全面的酸败油脂清理工作，铸模并拼接起来，然后运往温哥华，并于2010年4月7日送到不列颠哥伦比亚大学。蓝鲸骨骼已经被数字扫描，以便将来在不接触骨骼的情况下对其进行研究。蓝鲸9个最大部分被吊起来，用不锈钢索系住骨架上的附着点，挂在天花板上的U型螺栓上。.蓝鲸骨架安置成冲刺捕食的姿势。
蓝鲸这个修复、运输和布展的过程被发现频道排成纪录片《吊起大蓝》（Raising Big Blue）（大蓝是这头蓝鲸在展览上的名字），于2011年6月5日在加拿大首播。这部纪录片也在博物馆的放映厅里反复播放。
博物馆馆长埃里克·泰勒说“蓝鲸是为了吸引大众的注意，当他们来到这里，会被博物馆其他好东西吸引走。这是个非常好的诱饵。”

### 考文四足动物标本馆

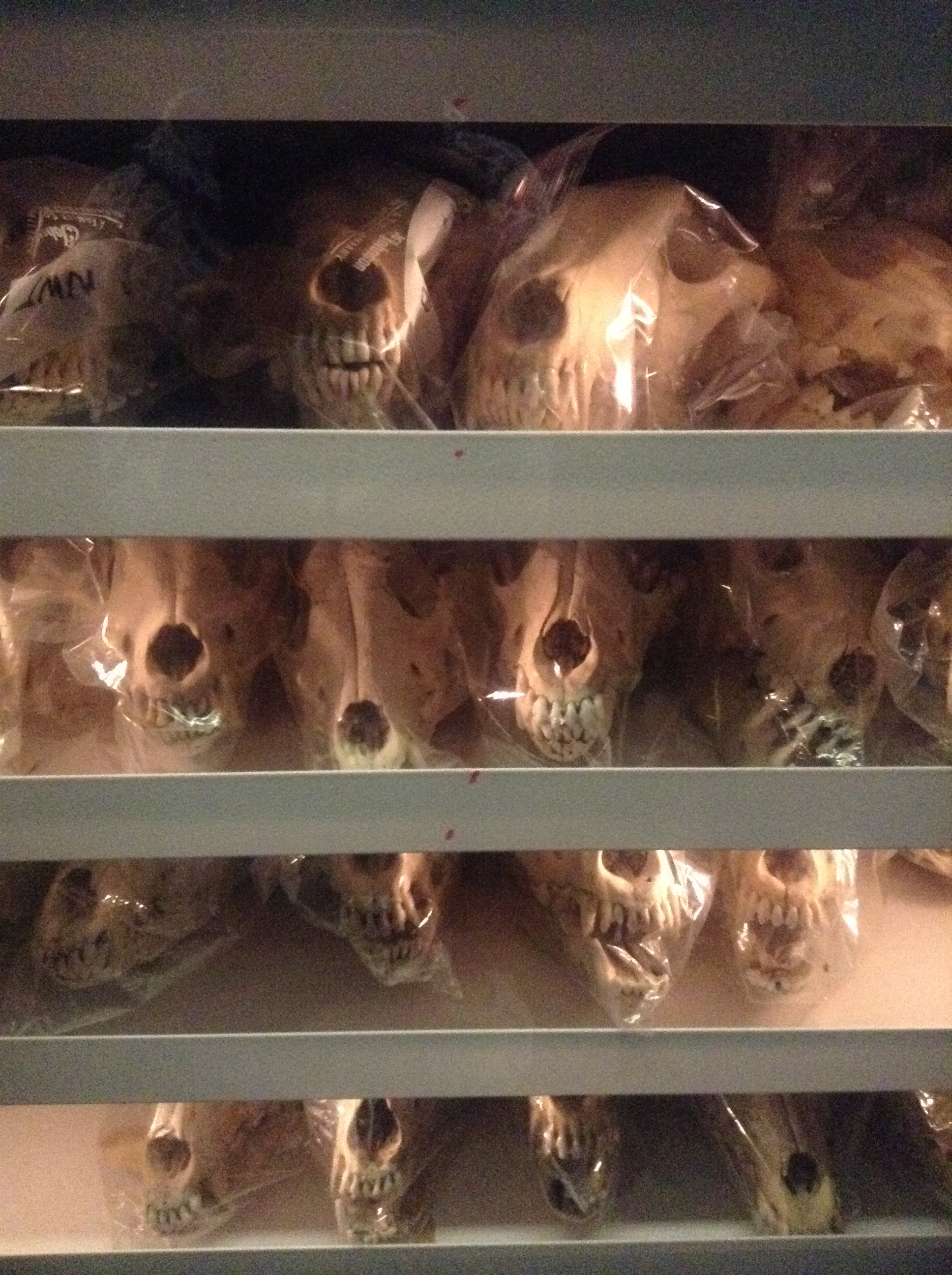
考文四足动物标本馆部分收藏

考文四足动物标本馆最初名为考文脊椎动物标本馆，始建于1951年，以第一任馆长伊恩·麦克塔格特·考文（Ian McTaggart Cowan）博士的名字命名，后来合并了多个标本馆，包括K. Racey鸟类和哺乳动物标本馆、HR Macmillan 鸟类博物馆，还有J. Wynne收集的动物学资料。
考文四足动物标本馆收藏有4万余标本，涵盖2000种脊椎动物，包括分属在540种的18000个哺乳动物标本，17500个鸟标本，7000个鸟卵标本，1600个爬行动物和两栖动物标本。考文四足动物标本馆是不列颠哥伦比亚省第二大的鸟类、哺乳动物、爬行动物和两栖动物标本馆。
考文四足动物标本馆收藏的标本具有广泛性和代表性，涵盖不列颠哥伦比亚省几乎所有的脊椎动物和海洋哺乳动物的物种和绝大部分亚种。有些标本甚至是1849年制作的。有些标本非常稀有，比如小熊猫、濒危的温哥华岛旱獭，甚至有已灭绝的动物的标本，如旅鸽。
超过39000项标本已经在Vertnet网上做了索引，这个网站是美国国家科学基金会资助的，目的是通过全世界生物多样性数据发布者共同合作，将生物多样性数据在网上免费公开开放。

### 海洋无脊椎动物标本馆

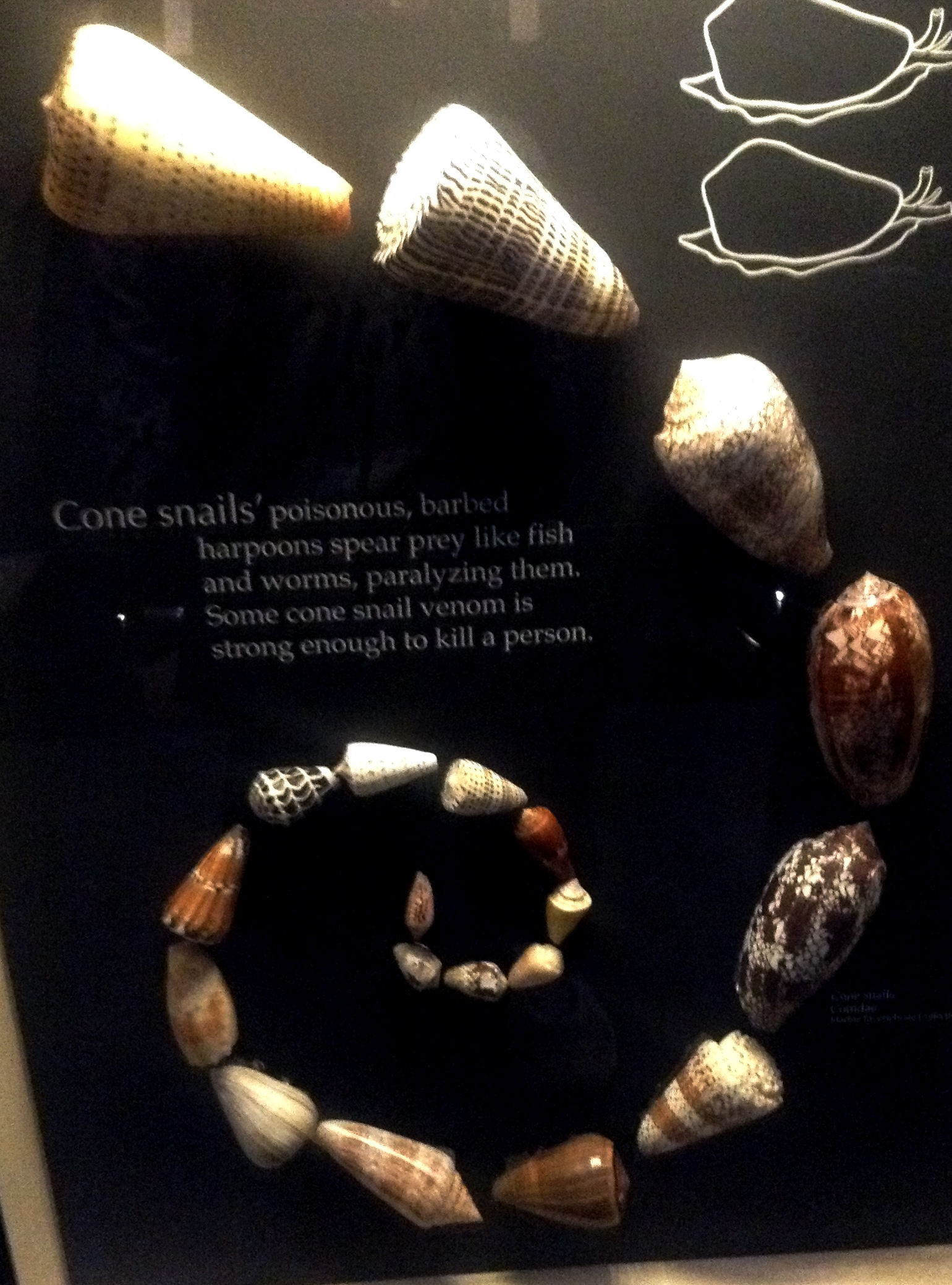
海洋无脊椎动物标本馆收藏的贝壳

海洋无脊椎动物标本馆源于1930年代，最早的标本是麦克莱恩·弗雷泽（ C. McLean Fraser）博士与伊恩·麦克塔格特·考文（Ian McTaggart Cowan）博士制作的用酒精保存的标本。这些标本最初主要用于教学，最后发展到几千种标本，涵盖了无脊椎动物的主要谱系。该标本馆在2006年由于外来捐赠的数千贝壳和珊瑚，规模急剧扩大。随后几年，标本馆继续接受捐赠，规模进一步扩大。
标本馆收藏的标本可以代表“动物的主要谱系”，包括刺胞动物、软体动物、环节动物、棘皮动物、甲壳动物、多孔动物等。对标本馆中收藏的标本的分类工作尚未完全完成。

### 植物标本馆

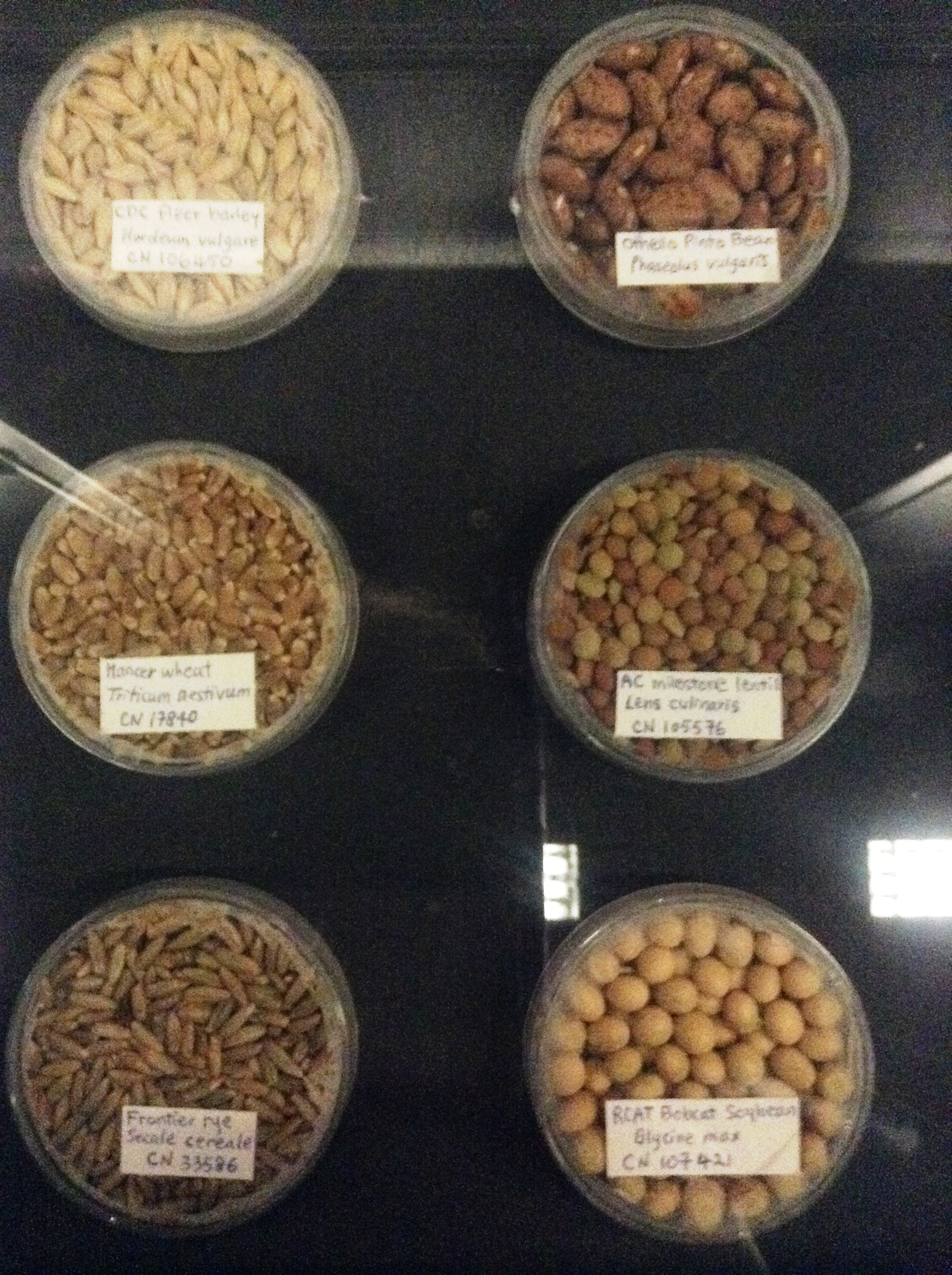
部分种子标本

植物标本馆是不列颠哥伦比亚大学历史最久的的标本馆之一，建于1912年，由时任不列颠哥伦比亚省首席植物专家约翰·戴维森 创办。当时收藏的标本主要为维管植物标本，放置于温哥华市中心的植物办公室内，1925年，改存放于不列颠哥伦比亚大学内。与此相独立，大学多次得到大规模的种子标本捐赠，建立了种子标本馆。在1952年之前，大学建立藻类植物标本馆，并且从一个规模很小的标本馆，很快发展到收藏有67000余项标本的规模较大的标本馆。1949年，大学建立苔藓植物植物标本馆，该馆在1960年后的几年，规模得到很大扩展。以上这些标本馆在1973年合并为植物标本馆，存放于大学的植物系，在贝蒂生物多样性博物馆完工之后怡入该博物馆。
植物标本馆收藏的标本数超过65万，是加拿大西渥太华最大的植物标本馆。植物标本馆用于帮助研究人员辨认植物，描述新物种，追踪多样性演化。标本馆收藏的标本的植物种类不仅有陆地植物——松柏、蕨类植物、苔藓植物、开花植物，及这些植物的亲缘植物，还有藻类植物、地衣、真菌。标本馆收藏有22万3千维管植物标本、8万5千藻类植物标本、24万2千苔藓植物标本、1万6千真菌标本、4万地衣标本。标本馆着力收藏不列颠哥伦比亚省植物，太平洋藻类植物、真菌、夏威夷植物、热带竹芋科植物和蓝藻型地衣。藻类标本收藏“堪称所有植物标本馆里最全的”，特别是，这里收藏有东北太平洋物种。苔藓植物标本收藏规模全加拿大最大，真菌标本拥有“不列颠哥伦比亚规模最大的大型真菌标本研究馆藏”。地衣标本收藏规模在西北美洲地区前列。收藏的维管植物产地，三分之二为加拿大（45%为不列颠哥伦比亚省，22%为加拿大其他地区），16%为美国（9%为夏威夷和太平洋沿岸，7%为美国其他州），其余17%为其他国家。
植物标本馆收藏有498个模式标本。

### 斯宾塞昆虫标本馆

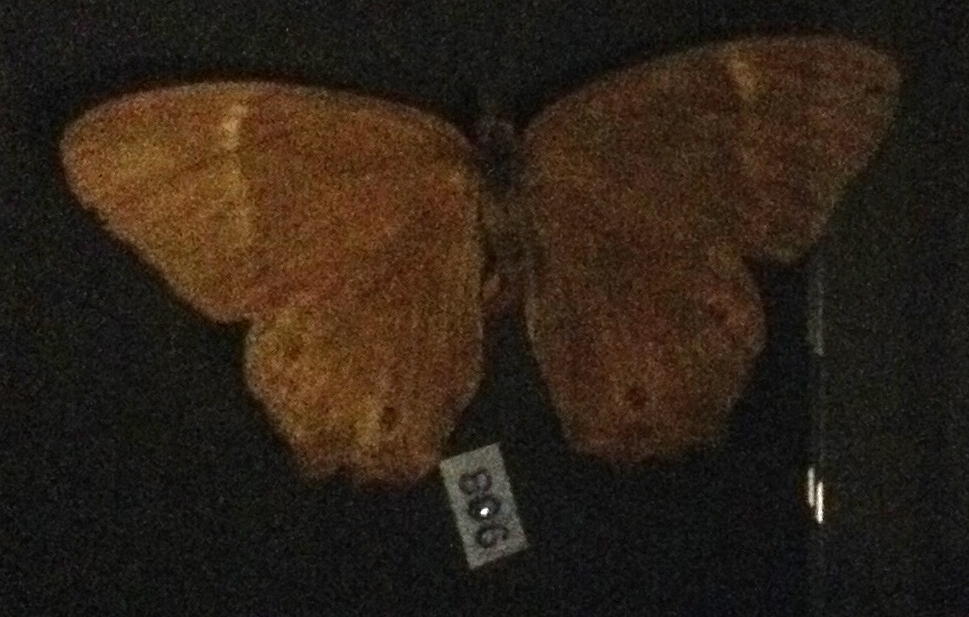
1910年制作的昆虫标本

斯宾塞昆虫标本馆是乔治·斯宾塞（George Spencer）博士在1920年代创办的，其中部分标本是早在1830年代制作。标本馆创办时还不是不列颠哥伦比亚大学承认的标本馆。斯宾塞博士退休时，收藏的标本数超过30万。标本馆在1953年被正式宣布为大学的标本馆，“作为学生和动物系送的退休礼物”。1958年，杰弗里·斯卡德（Geoffrey G.E. Scudder）担任馆长，在其40年任期内，标本馆收藏量增大一倍。
斯宾塞昆虫标本馆主要收藏不列颠哥伦比亚省和育空地区昆虫标本，现在收藏的标本数超过60万，其中超过50万为针插标本，2万5千为玻片标本，7万5千酒精标本。该标本馆为加拿大第二大昆虫标本馆，收藏强项为半翅目、蜻蛉目、蚤目、裸尾目和蝨毛目。标本馆除了标本，还收藏图书350册及其他与昆虫学研究相关的印刷品。标本馆一定数目的标本尚未编入索引。

### 鱼类动物标本馆
不列颠哥伦比亚大学动物学系第一任系主任麦克莱恩·弗雷泽博士在1940年代将自己收藏的鱼类动物标本捐献给学校，陈列在不列颠哥伦比亚大学鱼类博物馆，并于1945年编目。1952年渔业研究所成立，鱼类动物标本收藏量快速扩大。鱼类动物标本馆在1960年转入生物系，后来又随植物标本馆一起移至贝蒂多样性博物馆。

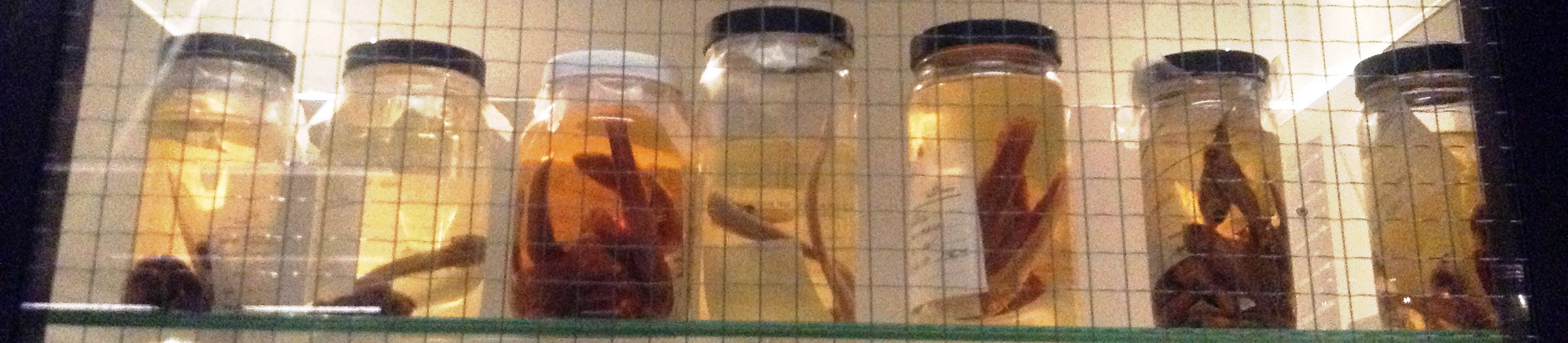
鱼类动物标本馆部分标本

鱼类动物标本馆的标本收藏量超过80万，包括整鱼的酒精标本、骨骼标本、鱼无色和染色标本、鱼X片。还收藏有5千DNA样品。鱼类动物标本馆是加拿大第三大鱼类动物标本馆，收藏强项为淡水鱼和近海鱼，标本鱼产地包括加拿大、阿留申群岛、马来群岛、墨西哥、科隆群岛、巴拿马、亚马孙盆地。
鱼类动物标本馆还有其他诸多用途，如动物保护、环境评估、科学研究，还是加拿大培养顶尖鱼类生物学家的教育资源。
鱼类动物标本馆中2300余物种被收录在世界鱼类数据库，是世界鱼类数据库第一个编入索引的标本馆。

### 化石标本馆

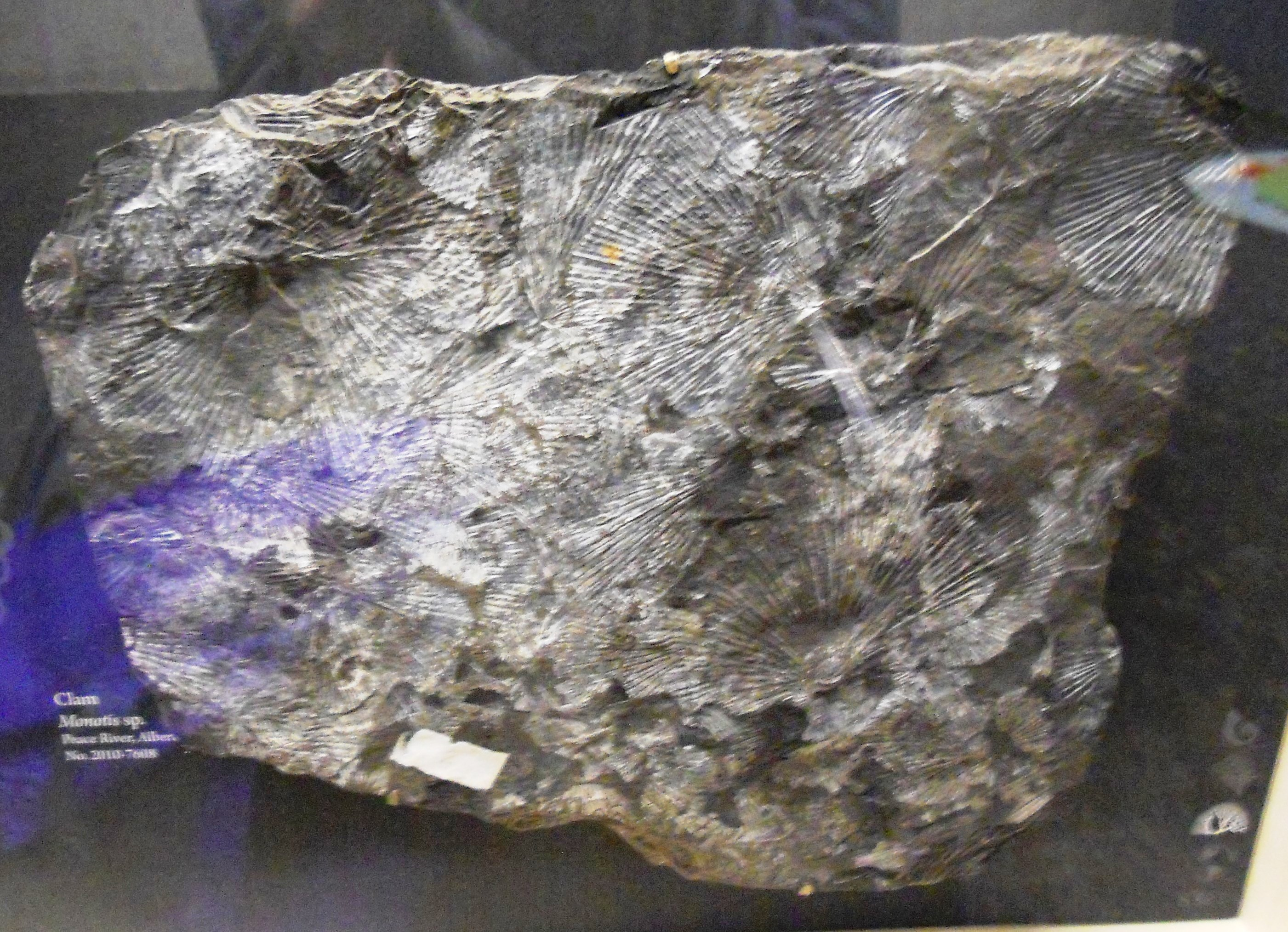
蛤蜊化石

化石标本馆于1924年创办，创办者是默顿·亚伍德·威廉姆斯，他同时还是不列颠哥伦比亚大学地质系的创办者之一。化石标本馆自1971年开始在地质科学中心展览，展览在1995年因资金紧张而关闭。2003年，化石标本馆成为太平洋地球博物馆的一部分，在重新编目的过程中移入贝蒂生物多样性博物馆。
鱼类动物标本馆的标本收藏量超过2万，重要藏品包括叠层石（5亿年前的蓝绿藻化石，属于最古老的已经灭绝的物种）和伯吉斯页岩。

## 活动
贝蒂生物多样性博物馆内设有叶家海发现实验室（Allan Yap Discovery Lab），供儿童进行科学探索活动，举行的活动包括听故事、手工制作、看木偶剧和做中学等。博物馆藏品向公众开放参观，但是有部分藏品只对研究人员开放，博物馆还有只对研究人员开放的科研设施。博物馆放映厅播放关于环境的电影和纪录片，并举办以生物多样性为主题的公众讲座。博物馆还为中小学生和大学课程野外考察提供支持。
博物馆还举办大量的专门的展览，表现生物多样性的各个方面。2013年秋季学期的特战是《不可见的肖像》，展出的微生物的艺术作品，如金属雕塑、木雕和放大的画像。
博物馆发布电子新闻邮件，详细介绍博物馆举办的活动。博物馆在YouTube视频网站上上传教育视频资料，包括寻找新物种系列报告和《研究人员给你讲好酷的生物》。

## 组织和人事
贝蒂生物多样性博物馆执行馆长为不列颠哥伦比亚大学动物学教授埃里克·泰勒，博物馆员工都向他负责。博物馆还配备一名数字媒体专家和一名活动策划助理，设置有营销和外联的部门、教育和社区活动部门。
贝蒂生物多样性博物馆及生物多样性研究中心与不列颠哥伦比亚大学植物系、动物系、微生物系、免疫学系、地球和海洋科学系关系密切。博物馆与不列颠哥伦比亚大学植物园有战略伙伴关系，共同促进在生物多样性科学研究和教育的进步。